# Emma Hutchinson
Emma Hutchinson (1820. – 1906.) bila je viktorijanska lepidopteristica koja je napisala knjigu Entomologija i botanika kao zanimacija za dame iz 1879. godine i objavljena u The Entomologist's Record and Journal of Variation. Uzgajala je leptire i moljce iz jaja i svojim radom pridonijela razumijevanju životnog ciklusa Lepidoptera. Ljetni oblik vrste leptira Polygonia c-album, poznat kao zarez, u njezinu je čast nazvan hutchinsoni.

## Rani život
Rođena je kao Emma Sarah Gill 1820. godine, a 1847. se udala za Thomasa Hutchinsona, vikara u Grantsfieldu kraj Kimboltona, i veći dio svog života provela u Herefordshireu. Njezino zanimanje za leptire i moljce započelo je kad je njezin mladi sin uhvatio moljca Ourapteryx sambucaria.:str. 160.

## Znanstvena praksa
Hutchinson je velik dio svog života posvetila proučavanju leptira i moljaca, reda kukaca Lepidoptera. Za života je postala poznata po svojim vještinama u uzgoju leptira i moljaca iz jaja. Uzgajala je vratu Eupithecia insigniata 31 godinu. Njezin je rad pridonio boljem razumijevanju životnog ciklusa lepidoptera. Dopisivala se s poznatim entomolozima kao što su Edward Newman, Henry Doubleday, William Buckler i Henry Tibbats Stainton.:str. 160.
U viktorijansko doba, entomologija je bila u modi i prirodoslovna društva bila su dobro posjećena. Hutchinsonova knjiga Entomologija i botanika kao zanimacije za dame iz 1879. godine postala je popularna znanstvena publikacija. U njemu je poticala žene da proučavaju leptire umjesto da ih samo skupljaju.
Godine 1881. njezino pismo o mogućem propadanju vrsta leptira Polygonia c-album, poznatog kao zarez, objavljeno je u The Entomologist's Record and Journal of Variation. Hutchinson je proučavala navike zareza 50 godina:str. 160. i iznijela tezu da je njegov pad u Kentu posljedica izgaranja loze hmelja nakon berbe, uništavajući ličinke i kukuljice. Hutchinson je sudjelovala u naporima za ponovnim uvođenjem zareza u dijelove Engleske, uključujući Surrey, prikupljanjem ličinki i kukuljica zarez u Herefordshireu i uvođenjem u divljinu drugdje. No Hutchinson je bila uvjerena da su te napore ometali prirodoslovci koji su sakupljali odrasle leptire kao primjerke za svoje kolekcije.:str. 161.

## Ostavština
Godine 1937. njezina zbirka od 20 000 leptira i moljaca bila je izložena u Prirodoslovnom muzeju. Njezine bilježnice čuvaju se u knjižnici terenskog kluba "Herford Woolhope Naturalists' Field Club".:str. 161.
Ljetni oblik vrste leptira Polygonia c-album, poznat kao zarez, u njezinu je čast nazvan hutchinsoni.:str. 160.